# Jerzy Fronczak

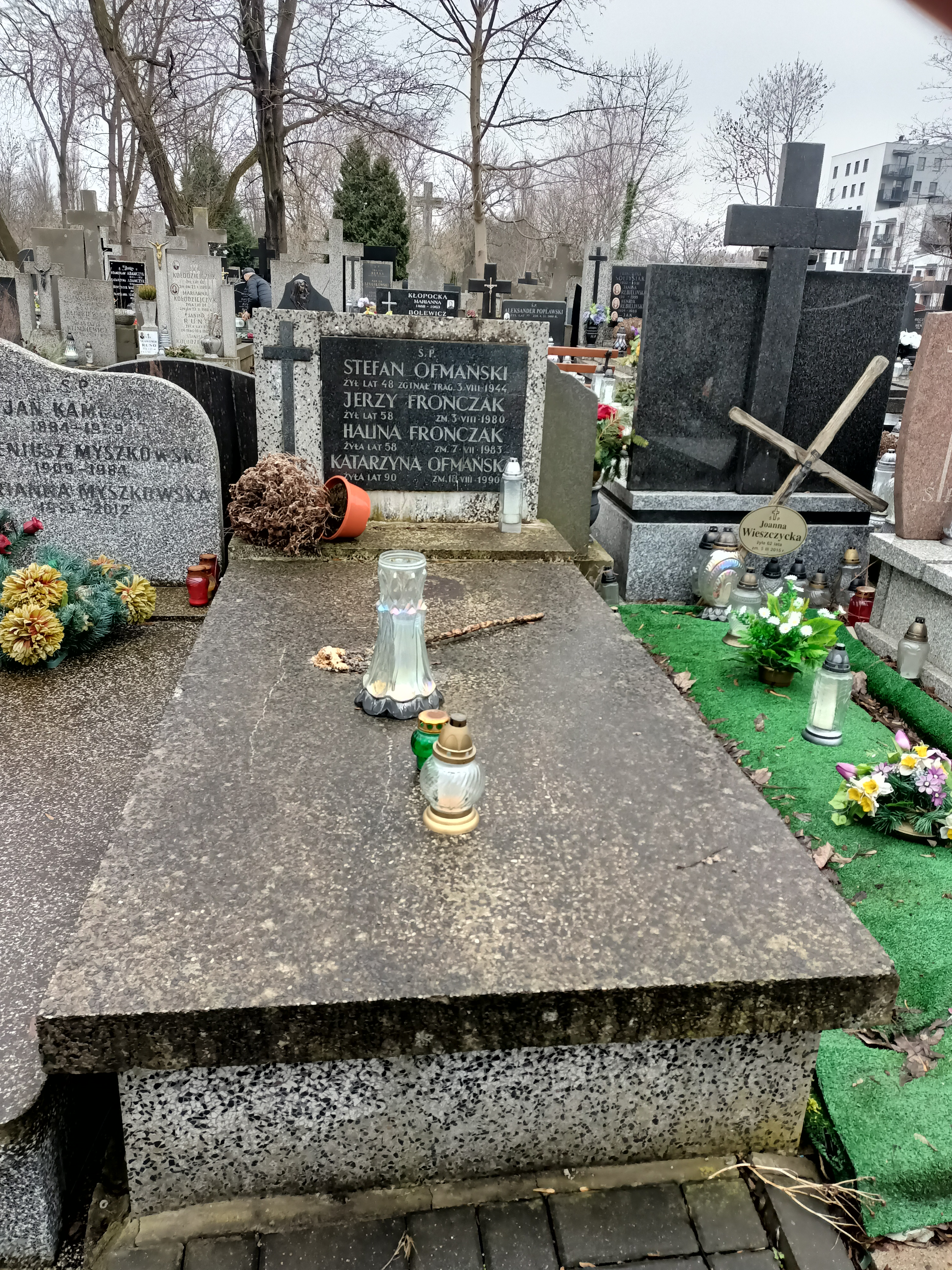
Grób Jerzego Fronczaka na Cmentarzu Wolskim w Warszawie

Jerzy Fronczak (ur. 2 sierpnia 1922 w Warszawie, zm. 3 sierpnia 1980 tamże) – polski piłkarz grający na pozycji lewego pomocnika.
Karierę piłkarską rozpoczynał w latach okupacji, w konspiracyjnym zespole Wawelu; po wojnie krótko był piłkarzem Warszawianki, a od 1945 Polonii. W 1946 zdobył mistrzostwo Polski z Polonią Warszawa, zaliczając cztery występy ligowe w sezonie. W 1947 jako pierwszy z zawodników, którzy zdobywali mistrzostwo Polski, zakończył karierę. Z wykształcenia był technikiem technologiem.
Został pochowany w grobie rodzinnym na cmentarzu wolskim.